# Cink-klorid baterija
Cink-klorid baterije su primarne baterije.
Tehnološki su napredniji oblik cink-ugljikovih baterija. Koristi čistije kemikalije. Ova vrsta primarnih baterija ima za pozitivnu elektrodu ugljeni štapić koji je po sastavu ugljika i mangan-dioksida, a negativna elektroda je posuda od cinka. Umjesto elektrolita koji je bio mješavina koja je sadržavala veliki udio amonijeva klorida, koristilo se cinkov kloridova pasta.
Kemijska reakcija u člancima bila je sljedeća:
MnO2(s) + H2O(l) + e- → MnO(OH)(s) + OH-(aq)
a ukupna reakcija:
Zn(s) + 2 MnO2(s) + ZnCl2(aq) + 2 H2O(l) → 2 MnO(OH)(s) + 2 Zn(OH)Cl(aq)
Životni vijek cink-klorid baterije je duži od cink-ugljikovog prethodnika, a proizvedeni napon je postojaniji. Cink-klorid bterije često se prodaje kao baterije za teške zadaće (heavy-duty ), da bi ih se razlikovalo od cink-ugljikovih koje se označava kao općenamjenske (general-purpose). Ovo je često zbunjivalo potrošače nakon što su uvedene alkalne baterije koje traju još duže nego cink-kloridne baterije.
Cink-kloridne baterije 50% su većeg kapaciteta od cink-ugljikovih baterija. U usporedbi s alkalnim baterijama, manje su energijske gustoće i kraćeg roka trajanja od tih baterija istog napona.
Primjenjuje ih se u uređajima koji se obično služe baterijama kao izvorima energije: daljinski upravljači, svjetiljke, igračke i satovi.

## Vanjske poveznice
- SUPEUS stručni seminari – Spremanje energije Autor: Krešimir Trontl, FER, 11. prosinac 2012